# Hypersomni
Hypersomni er en lidelse, der medfører for megen søvn. Også om dagen. Hypersomni kan være narkolepsi, hvor patienten pludselig falder i søvn midt i andre aktiviteter. Ved søvnapnø er vejrtrækningen uregelmæssig og giver ikke ordentlig hvile.
De fleste oplever hypersomni i forbindelse med influenza og andre kortvarige sygdomme. Det giver ikke problemer. Men det gør den ved længerevarende sygdomme som kræft, blodmangel og hjerte- og lungesygdomme. Den afhjælpes gerne med medicin. Søvnapnø og uro i kroppen kan forstyrre søvnen, så den ikke forfrisker.
Hypersomni er ikke nær så udbredt som sin modsætning insomni, søvnløshed, men 3-5 % af danskerne lider af den.